# María Gomes Da Costa
María Gomes Da Costa (geboren am 13. Juli 1999 in Roquetas de Mar) ist eine spanische Handballspielerin, die auf der Spielposition Rückraum links eingesetzt wird.

## Vereinskarriere
María Gomes begann mit dem Handballspiel beim andalusischen Verein BM Almería. Im Jahr 2020 wechselte sie zum kanarischen Verein Rocasa Gran Canaria, mit dem sie in der Saison 2020/21 in der División de Honor debütierte. Nach der Saison 2022/2023 schloss sie sich dem rumänischen Erstligisten CS Minaur Baia Mare an.
Mit dem Team aus Telde nahm sie an europäischen Vereinswettbewerben teil und gewann den EHF European Cup 2021/2022.

## Auswahlmannschaften

### Hallenhandball
Ihr erstes Spiel für Spanien absolvierte sie am 25. Juli 2014 gegen die Auswahl Finnlands. Gomes nahm mit der A-Nationalmannschaft Spaniens an den Mittelmeerspielen 2022 teil, bei der sie mit dem Team den ersten Platz erreichte. Bis Juli 2022 stand sie in 18 Spielen im Aufgebot der spanischen Nationalteams und erzielte dabei 16 Tore.

### Beachhandball
Für die spanische Beachhandball-Nationalmannschaft bestritt sie im Jahr 2021 zwei Spiele.